# Мытищинский район
Мытищинский район — упразднённая административно-территориальная единица (район) и одноимённое бывшее муниципальное образование (муниципальный район), располагавшиеся в центре Московской области России, к северу от границы Москвы. 
Образован в 1929 году. В 2015 году упразднён. 
Вместо района (муниципального района) с 2015 года — город областного подчинения с административной территорией (городской округ) Мытищи.
Административным центром района был город Мытищи.

## География

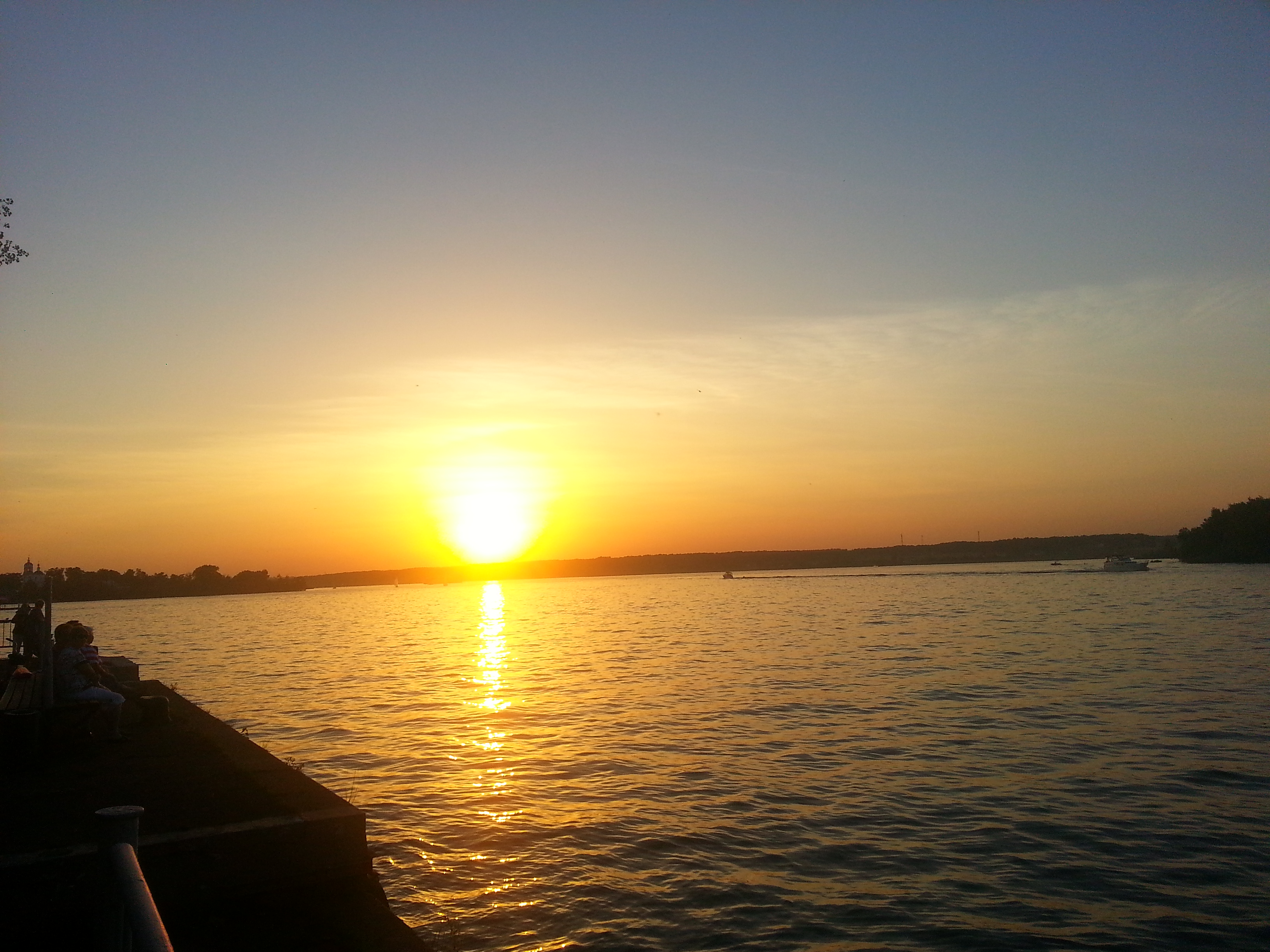
Река в Мытищинском районе

Площадь территории района составляла 430,6 км². Район граничил с Москвой, городскими округами Королёв и Долгопрудный, а также Химкинским, Балашихинским, Дмитровским и Пушкинским районами области.
Основные реки — Клязьма, Уча, Яуза, Сукромка.

## История
Мытищинский район был образован 12 июля 1929 года в составе Московского округа Московской области. В состав района вошли города Мытищи и Лосиноостровск; рабочие посёлки Измайловский, Калининский, Пироговский, Сталинский и Текстильщик; дачные посёлки Измайловский Зверинец и Старые Горки, а также следующие сельсоветы бывшего Московского уезда:
- из Коммунистической волости: Ватутинский (селение Ватутино), Медведковский (селения Медведково и Свиблово) (при этом к нему был присоединён Раевский с/с (селение Раево)), Сгонниковский
- из Пролетарской волости: Болшевский (селения Болшево, Малое Болшево (к нему был присоединён Буковский (селения Бурково, Старые Горки) и Максимковский (селения Комарово и Максимково) с/с)), Больше-Мытищинский, Костинский (селения Власово, Костино, Куракино и Самаровка, посёлок Новый Быт), Мало-Мытищинский (селение Малые Мытищи), Перлово-Тайнинский, Рупасовский (селения Высоково), Тайнинский, Тарасовский, Черкизовский, Шараповский, Ядреевский
- из Пушкинский волости: Болтинский, Коргашинский, Пироговский.

2 марта 1933 года, Постановлением ВЦИК, населенный пункт под наименованием «Измайловский рабочий городок» и лесная дача под названием «Измайловский зверинец» были включены в черту города Москвы.
4 октября 1932 года Больше-Мытищинский, Перлово-Тайнинский, Рупасовский (селения Высоково) и Шараповский с/с вошли в черту города Мытищи.
27 февраля 1935 года из Коммунистического района в Мытищинский были переданы р.п. Дирижаблестрой и сельсоветы Алтуфьевский (селение Алтуфьево), Беляниновский (селение Беляниново), Бибиревский (селения Бибирево и Подушкино), Верхне-Лихоборский (селения Бескудниково, Верхние Лихоборы и Дегунино), Виноградовский (селения Афанасово, Виноградово, Горки, Грибки и Грязново), Котовский (селения Котово и Щапово), Лихачевский (селения Гнилуша, Лихачёво и Терехово), Новоархангельский (селения Заболотье, Коровино, Новоархангельское, Фуниково, посёлок Новодачный и совхоз Карабаново), Сабуровский (селения Козеево, Сабурово и Юрлово), Слободский (селения Владыкино и Слободка) и Троицкий (селения Новоалександрово, Поведники, Троицкое и посёлок Александрово). 
13 мая 1935 года из Лихачёвского с/с Мытищинского района в Петровско-Лобановский с/с Красногорского района было передано селение Терехово, а из Осташковского с/с Пушкинского района в Беляниновский с/с Мытищинского района был передан посёлок фабрики «Пролетарская Отрада».
27 октября 1935 года Медведковский с/с был переименован в Раево-Медведковский (селения Медведково, Раево и Свиблово).
22 марта 1936 года был образован посёлок камнеобрабатывающего каменного завода Котовского с/с.
19 октября 1937 года р.п. Дирижаблестрой был переименован в Долгопрудный.
3 ноября 1938 года были образованы д.п. Болшево (селения Болшево и Малое Болшево включены в черту д.п. Болшево), Лианозово, Челюскинский и Черкизово. 26 декабря были образованы р.п. Бескудниково и Вагоноремонт. 26 декабря образован р.п. Костино, при этом упразднён Костинский (территория (селения Власово, Костино, Куракино и Самаровка, посёлок Новый Быт) объединена в р.п. Костино) с/с. 26 декабря р.п. Калининский был преобразован в город Калининград.
4 января 1939 года в новообразованный Краснополянский район были переданы р.п. Бескудниково, Вагоноремонт и Долгопрудный, д.п. Лианозово, а также сельсоветы Алтуфьевский (селение Алтуфьево), Бибиревский (селения Бибирево и Подушкино), Верхне-Лихоборский (селения Бескудниково, Верхние Лихоборы и Дегунино), Виноградовский (селения Афанасово, Виноградово, Горки, Грибки и Грязново), Котовский (селения Котово, Щапово и посёлок камнеобрабатывающего каменного завода), Лихачевский (селения Гнилуша и Лихачёво), Новоархангельский (селения Заболотье, Коровино, Новоархангельское, Фуниково, посёлок Новодачный и совхоз Карабановский), Слободский (селения Владыкино и Слободка) и Троицкий (селения Новоалександрово, Поведники, Троицкое и посёлок Александрово). 21 августа р.п. Костино был преобразован в город. 19 сентября город Лосиноостровский был переименован в Бабушкин.
20 июня 1940 года д.п. Старые Горки вошёл в черту р.п. Сталинский, а д.п. Челюскинский — в черту д.п. Черкизово. Упразднены Болшевский (селения Бурково, Комарово, Максимково и Старые Горки включены в черту д.п. Болшево) и Черкизовский с/с.
11 октября 1952 года город Мытищи, а 2 февраля 1953 года город Бабушкин получили статус городов областного подчинения.
14 июня 1954 года были упразднены Болтинский, Ватутинский (территория (селение Ватутино) передана в Медведковский с/с), Мало-Мытищинский (территория (селение Малые Мытищи) передана в Тайнинский с/с), Пироговский, Сабуровский (территория (селения Козеево, Сабурово и Юрлово) передана в Медведковский с/с) и Ядреевский с/с. Раево-Медведковский с/с был переименован в Медведковский (селения Медведково, Раево и Свиблово (к нему были присоединены Ватутинский (селение Ватутино) и Сабуровский (селения Козеево, Сабурово и Юрлово) с/с)).
10 февраля 1955 года из Пушкинского района в Мытищинский были переданы Жостовский и Звягинский (селение Звягино) с/с.
6 декабря 1957 года из упразднённого Пушкинского района в Мытищинский были переданы город Красноармейск; р.п. Лесной и Правдинский; д.п. Ашукино, Заветы Ильича, Зеленоградский, Клязьма и Мамонтовка; сельсоветы Алешинский, Братовщинский, Жуковский, Клинниковский, Луговской, Матюшинский, Первомайский, Путиловский, Пушкинский и Царевский.
30 июня 1958 года село Софрино наделено статусом рабочего посёлка (выведено из Клинниковского с/с). 
12 сентября 1958 года рабочий посёлок Софрино выделен из состава Мытищинского района в отдельную административную  единицу Московской области.
31 июля 1959 года были упразднены Алешинский (селения Алёшино, Балабаново, Ординово, Хлопенево, Чернозёмово и Якшино были переданы в Первомайский с/с, а селения Белозеры, Кстинино, Марьина Гора, Михалево и Тишково — в Степаньковский с/с), Беляниновский (территория передана в Коргашинский с/с) и Путиловский (селения Васюково, Никольское и Щеглово были переданы в Талицкий с/с, селения Барково, Михайловское, Никулино, Путилово и Фёдоровское — в Царёвский с/с) с/с. Матюшинский с/с был переименован в Степаньковский (к нему были присоединены селения Белозеры, Кстинино, Марьина Гора, Михалево и Тишково Алёшинского с/с), а Клинниковский — в Талицкий (к нему были присоединены селения Васюково, Никольское и Щеглово Путиловского с/с).
28 июля 1960 года Мытищинский район переименован в Калининградский, центром района утвержден город Калининград, в состав района возвращен р.п. Софрино, при этом город Калининград отнесен к категории городов областного подчинения, а город Костино объединен с городом Калининград ,.
28 июля 1960 года Мытищинский район был передан в административное подчинение городу Москве. При этом Медведковский с/с (селения Ватутино, Козеево, Медведково, Раево, Сабурово, Свиблово и Юрлово) был включён непосредственно в черту Москвы. Город Красноармейск; р.п. Лесной, Правдинский, Софрино, Сталинский и Текстильщик; д.п. Ашукино, Болшево, Заветы Ильича, Зеленоградский, Клязьма, Мамонтовка, Черкизово; с/с Братовщинский, Жуковский, Звягинский (селение Звягино), Луговской, Первомайский, Пушкинский, Степаньковский (селения Марьина Гора, Михалево, Степаньково , Михалёво, посёлок санатория «Тишково» были переданы в Тишковский с/с), Талицкий, Тарасовский и Царевский были переданы в Калининградский район. Из Химкинского района в Мытищинский были переданы город Долгопрудный, д.п. Шереметьевский и сельсоветы Виноградовский (селение Афанасово, Виноградово, Горки, Грибки, Грязное, Заболотье, Новоалександрово, Новоархангельская, Новогрязново и Троицкое, посёлки Ильинский, Новоалександрово, Поведники, Покровская гора, посёлки леспаркхоза Клязьминский и платформы Новодачная, территория Долгопрудненской агротехнической станции и Долгопрудненские пруды), Красногорский (селения Аббакумово, Еремино, Капустино, Красная Горка, Новосельцево, Сёмкино и Сумароково, посёлок птицефабрики), Сухаревский (селения Большая Чёрная, Горки Сухаревские, Драчево, Ларево, Лысково, Малое Ивановское, Марфино, Подольниха, Румянцево, Саморядово, Сухарево, Троице-сельцо, Фелисово, Фоминское, Хлябово, Шолохово, Юрьево, посёлок Борец, Менжинец, Николо-Прозорово, Новонекрасовский, Торфоболото, Трудовая, посёлок совхоза «Марфино»), Федоскинский (селения Аксаково, Данилково, Крюково, Семенищево и Федоскино), а из Дмитровского района — Протасовский с/с (селения Большое Ивановское, Бяконтово, Голенищево, Долгиниха, Муракино, Поседкино, Протасово, Пчёлка Рождественно, посёлок Лётчик-испытатель).
30 сентября 1960 года из Сухаревского с/с Мытищинского района Москвы в подчинение рабочему посёлку Некрасовский Солнечногорского района Московской области были переданы селения Горки Сухаревские, Саморядово и посёлок Трудовая.
14 ноября 1960 года из подчинения рабочего посёлка Некрасовский Солнечногорского района Московской области в Сухаревский сельсовет Мытищинского района Москвы был передан посёлок Трудовая.
2 марта 1961 года был упразднён Тайнинский сельсовет. Образован Тишковский с/с (путём выделения из Ельдигинского с/с Калининградского района (селения Марьина Гора, Михалево, Степаньково, Тишково, посёлок санатория «Тишково»). 11 ноября Мытищинский район был возвращён в состав Московской области.
1 февраля 1963 года город Долгопрудный отнесён к городам областного подчинения (Указ Президиума Верховного совета РСФСР) (Ведомости Верховного Совета РСФСР. - 1963. - №5 (227) от 7 февраля. - С. 161-162).
1 февраля 1963 года был упразднён Мытищинский район. При этом д.п. Шереметьевский был передан в подчинение городу Долгопрудному, р.п Пироговский — в подчинение городу Мытищи, а сельсоветы — в Мытищинский укрупнённый сельский район. 13 января 1965 года Указом Президиума Верховного совета РСФСР Мытищинский сельский район преобразован в Мытищинский район. В его состав вошли город Лобня; р.п. Красная Поляна и Пироговский; сельсоветы Виноградовский (селения Афанасово, Виноградово, Горки, Грибки, Грязное, Заболотье, Новоалександрово, Новоархангельская, Новогрязново и Троицкое, посёлки Ильинский,  Новоалександрово, Поведники, Покровская гора, посёлки леспаркхоза Клязьминский, платформы Новодачная, территория Долгопрудненской агротехнической станции и Долгопрудненские пруды), Жостовский (селения Витенево, Жостово, Манюхино, Никульское, Осташково, Пруссы, Сорокино, Ульянково, Чиверево и Юдино, посёлки Жостово, Пестово и посёлок туристического пансионата «Клязьминское водохранилище»), Коргашинский (селения Беляниново, Болтино, Высоково, Зимино, Коргашино, Пирогово, Погорелово, Подрезово, Свиноедово и Терпигорьево, посёлки Здравница, Кардо-Лента, Пирогово и Свиноедово, посёлки Мебельной фабрики и Пироговского лесопарка), Красногорский (селения Аббакумово, Еремино, Капустино, Красная Горка, Новосельцево, Сёмкино и Сумароково, посёлок птицефабрики), Протасовский (селения Большое Ивановское, Бяконтово, Голенищево, Долгиниха, Муракино, Поседкино, Протасово, Пчёлка, Рождественно, посёлок Лётчик-испытатель), Сгонниковский (селения Бородино, Вёшки, Волково, Сгонники, Ховрино и Челобитьево, посёлок Вёшки), Сухаревский (селения Большая Чёрная, Драчёво, Ларево, Лысково, Малое Ивановское, Марфино, Подольниха, Румянцево, Сухарево, Троице-сельцо, Фелисово, Фоминское, Хлябово, Шолохово, Юрьево, посёлки Борец, Менжинец, Николо-Прозорово, Новонекрасовский, Торфоболото, Трудовая, посёлок совхоза «Марфино»), Тишковский (селения Марьина Гора, Михалево, Степаньково, Тишково, посёлок санатория «Тишково») и Федоскинский (селения Аксаково, Данилково, Крюково, Семенищево и Федоскино).
21 мая 1965 года Тишковский сельсовет (селения Марьина Гора, Михалево, Степаньково, Тишково, посёлок санатория «Тишково») был передан Пушкинскому району.
20 декабря 1966 года из Виноградовского с/с Мытищинского района в черту города Долгопрудный были переданы селения Заболотье, посёлок платформы Новодачная, территория Долгопрудненской агротехнической станции и Долгопрудненские пруды (19 марта 1984 года эта часть была включена в черту Тимирязевского района Москвы).
14 марта 1975 года город Лобня получил статус города областного подчинения. 5 февраля к нему был присоединён р.п. Красная Поляна.
30 мая 1978 года было упразднено селение Грязное Виноградовского с/с.
19 марта 1984 года из Виноградовского с/с Мытищинского района в подчинение Тимирязевскому району Москвы были переданы часть села Виноградово между Дмитровским шоссе и посёлком Северный, посёлок Ильинский и деревня Новоархангельская.
19 марта 1984 года в административное подчинение Московскому городскому Совету народных депутатов переданы следующие населенные пункты Московской области согласно представленным картам и описаниям границ передаваемых территорий: восточная часть города Долгопрудного (микрорайоны Долгопрудненской агрохимической опытной станции, Заболотье и Новодачный), поселок Ильинский, юго-восточная часть села Виноградово (между рабочим поселком Северный и Дмитровским шоссе) и деревня Новоархангельское Мытищинского района с территорией общей площадью 0,7 тыс. га, а 11 декабря 1985 года в состав города Москвы включены следующие населенные пункты согласно представленным картам и описаниям границ включаемых территорий: рабочий поселок Северный, поселок Ильинский и деревня Новоархангельское с общей территорией площадью 1,1 тыс. га.
3 февраля 1994 года сельсоветы были преобразованы в сельские округа.
18 мая 1994 года был образован посёлок Нагорное Сгонниковского с/о.
28 октября 1998 года была упразднена деревня Волково Сгонниковского с/о.
1 февраля 2001 года город Мытищи утратил статус города областного подчинения и вошёл в состав района.
9 сентября 2015 года деревня Данилково была включена в черту села Федоскино.
Законом Московской области от 23 сентября 2015 года Мытищинский муниципальный район был упразднён, а все входившие в его состав городские поселения (Мытищи и Пироговский) и сельское поселение (Федоскинское) были объединены в единый городской округ Мытищи. При этом посёлок городского типа Пироговский постановлениями Губернатора от 16 ноября 2015 года был упразднён и включён в черту города Мытищи.
16 ноября 2015 года было упразднено поселение Федоскинское.
8 декабря 2015 года город Мытищи был отнесён к категории города областного подчинения Московской области, а Мытищинский район как административно-территориальная единица области был упразднён: вместо него образована новая административно-территориальная единица — город областного подчинения Мытищи с административной территорией.

## Население
| 1931     | 1939     | 1959     | 1970     | 1979     | 1989     | 2002     | 2006     |
| -------- | -------- | -------- | -------- | -------- | -------- | -------- | -------- |
| 62 670   | ↗226 612 | ↗278 633 | ↘78 181  | ↘35 941  | ↘33 723  | ↗186 066 | ↗186 091 |
| 2009     | 2010     | 2011     | 2012     | 2013     | 2014     | 2015     |          |
| ↗191 329 | ↗203 393 | ↗206 439 | →206 439 | ↗211 214 | ↗217 062 | ↗221 777 |          |

В городских условиях района (город Мытищи с бывшим пгт Пироговский) проживали 128,74 % населения района на начало 2015 года.

## Территориальное устройство
Мытищинский район до 2006 года включал 1 город районного подчинения, 1 посёлок городского типа и 8 сельских округов: Виноградовский, Жостовский, Коргашинский, Красногорский, Протасовский, Сгонниковский, Сухаревский, Федоскинский.
В 2006—2015 гг. в Мытищинский муниципальный район входило 3 муниципальных образования, в том числе 2 городских и 1 сельское поселение:
| №        | Муниципальное образование | Административный центр      | Количество населённых пунктов | Население | Площадь, км2 |
| -------- | ------------------------- | --------------------------- | ----------------------------- | --------- | ------------ |
| 1e-06    | Городское поселение:      |                             |                               |           |              |
| 1        | Мытищи                    | город Мытищи                | 25                            | ↗195 456  | 152,83       |
| 2        | Пироговский               | рабочий посёлок Пироговский | 24                            | ↗16 580   | 87,95        |
| 2.000002 | Сельское поселение:       |                             |                               |           |              |
| 3        | Федоскинское              | село Марфино                | 45                            | ↗9741     | 190,38       |

## Населённые пункты
В Мытищинский район до 2015 года входило 94 населённых пункта (1 город, 1 рабочий посёлок, 23 посёлка, 4 села и 65 деревень).
| №  | Населённый пункт                                     | Тип     | Население | Муниципальное образование муниципального района (на момент упразднения в 2015 году) |
| -- | ---------------------------------------------------- | ------- | --------- | ----------------------------------------------------------------------------------- |
| 1  | Аббакумово                                           | деревня | ↘102      | сельское поселение Федоскинское                                                     |
| 2  | Аксаково                                             | деревня | ↘591      | сельское поселение Федоскинское                                                     |
| 3  | Афанасово                                            | деревня | ↗336      | городское поселение Мытищи                                                          |
| 4  | Беляниново                                           | деревня | ↗1945     | городское поселение Мытищи                                                          |
| 5  | Болтино                                              | деревня | ↗203      | городское поселение Мытищи                                                          |
| 6  | Большая Чёрная                                       | деревня | ↗94       | сельское поселение Федоскинское                                                     |
| 7  | Большое Ивановское                                   | деревня | ↘29       | сельское поселение Федоскинское                                                     |
| 8  | Борец                                                | посёлок | ↗38       | сельское поселение Федоскинское                                                     |
| 9  | Бородино                                             | деревня | ↗256      | городское поселение Мытищи                                                          |
| 10 | Бяконтово                                            | деревня | ↗6        | сельское поселение Федоскинское                                                     |
| 11 | Вешки                                                | деревня | ↘92       | городское поселение Мытищи                                                          |
| 12 | Вешки                                                | посёлок | ↗966      | городское поселение Мытищи                                                          |
| 13 | Виноградово                                          | село    | ↗101      | городское поселение Мытищи                                                          |
| 14 | Витенёво                                             | деревня | ↘48       | городское поселение Пироговский                                                     |
| 15 | Высоково                                             | деревня | ↗123      | городское поселение Пироговский                                                     |
| 16 | Голенищево                                           | деревня | ↗21       | сельское поселение Федоскинское                                                     |
| 17 | Горки                                                | деревня | ↘33       | городское поселение Мытищи                                                          |
| 18 | Грибки                                               | деревня | ↗124      | городское поселение Мытищи                                                          |
| 19 | Данилково                                            | деревня | ↘371      | сельское поселение Федоскинское                                                     |
| 20 | Долгиниха                                            | деревня | ↘16       | сельское поселение Федоскинское                                                     |
| 21 | Драчёво                                              | деревня | ↗27       | сельское поселение Федоскинское                                                     |
| 22 | Еремино                                              | деревня | ↗253      | сельское поселение Федоскинское                                                     |
| 23 | Жостово                                              | деревня | ↘505      | городское поселение Пироговский                                                     |
| 24 | Жостово                                              | посёлок | ↗340      | городское поселение Пироговский                                                     |
| 25 | Здравница                                            | посёлок | ↗940      | городское поселение Пироговский                                                     |
| 26 | Зимино                                               | деревня | →38       | городское поселение Пироговский                                                     |
| 27 | Капустино                                            | деревня | ↗51       | сельское поселение Федоскинское                                                     |
| 28 | Кардо-Лента                                          | посёлок | ↘5        | городское поселение Пироговский                                                     |
| 29 | Коргашино                                            | деревня | ↗229      | городское поселение Пироговский                                                     |
| 30 | Красная Горка                                        | деревня | ↗300      | сельское поселение Федоскинское                                                     |
| 31 | Крюково                                              | деревня | ↘28       | сельское поселение Федоскинское                                                     |
| 32 | Ларёво                                               | деревня | ↗64       | сельское поселение Федоскинское                                                     |
| 33 | Леспаркхоза Клязьминский                             | посёлок | ↘85       | городское поселение Мытищи                                                          |
| 34 | Лётчик-Испытатель                                    | посёлок | ↗14       | сельское поселение Федоскинское                                                     |
| 35 | Лысково                                              | деревня | ↗130      | сельское поселение Федоскинское                                                     |
| 36 | Малое Ивановское                                     | деревня | ↗12       | сельское поселение Федоскинское                                                     |
| 37 | Манюхино                                             | деревня | ↘99       | городское поселение Пироговский                                                     |
| 38 | Марфино                                              | село    | ↗4234     | сельское поселение Федоскинское                                                     |
| 39 | Мебельной фабрики                                    | посёлок | ↘0        | городское поселение Пироговский                                                     |
| 40 | Менжинец                                             | посёлок | ↗20       | сельское поселение Федоскинское                                                     |
| 41 | Муракино                                             | деревня | ↗10       | сельское поселение Федоскинское                                                     |
| 42 | Мытищи                                               | город   | ↗275 313  | городское поселение Мытищи                                                          |
| 43 | Нагорное                                             | посёлок | ↘250      | городское поселение Мытищи                                                          |
| 44 | Николо-Прозорово                                     | посёлок | ↗39       | сельское поселение Федоскинское                                                     |
| 45 | Никульское                                           | деревня | ↗86       | городское поселение Пироговский                                                     |
| 46 | Новоалександрово                                     | деревня | ↘73       | городское поселение Мытищи                                                          |
| 47 | Новоалександрово                                     | посёлок | ↗64       | городское поселение Мытищи                                                          |
| 48 | Новогрязново                                         | деревня | ↘32       | городское поселение Мытищи                                                          |
| 49 | Новосельцево                                         | деревня | ↘97       | сельское поселение Федоскинское                                                     |
| 50 | Осташково                                            | деревня | ↘84       | городское поселение Пироговский                                                     |
| 51 | Пестово                                              | посёлок | ↘211      | городское поселение Пироговский                                                     |
| 52 | Пирогово                                             | деревня | ↘423      | городское поселение Пироговский                                                     |
| 53 | Пирогово                                             | посёлок | ↗628      | городское поселение Пироговский                                                     |
| 54 | Пироговский                                          | пгт     | ↗10 209   | городское поселение Пироговский                                                     |
| 55 | Пироговского лесопарка                               | посёлок | ↗26       | городское поселение Мытищи                                                          |
| 56 | Поведники                                            | посёлок | ↗2363     | городское поселение Мытищи                                                          |
| 57 | Погорелки                                            | деревня | ↗179      | городское поселение Мытищи                                                          |
| 58 | Подольниха                                           | деревня | ↗27       | сельское поселение Федоскинское                                                     |
| 59 | Подрезово                                            | деревня | ↗99       | городское поселение Мытищи                                                          |
| 60 | Покровская Гора                                      | посёлок | ↘8        | городское поселение Мытищи                                                          |
| 61 | Поседкино                                            | деревня | ↗11       | сельское поселение Федоскинское                                                     |
| 62 | Протасово                                            | деревня | ↗145      | сельское поселение Федоскинское                                                     |
| 63 | Пруссы                                               | деревня | ↗22       | городское поселение Пироговский                                                     |
| 64 | Птицефабрики                                         | посёлок | ↗174      | сельское поселение Федоскинское                                                     |
| 65 | Пчёлка                                               | деревня | ↗36       | сельское поселение Федоскинское                                                     |
| 66 | Рождественно                                         | деревня | ↗32       | сельское поселение Федоскинское                                                     |
| 67 | Румянцево                                            | деревня | ↗60       | сельское поселение Федоскинское                                                     |
| 68 | Свиноедово                                           | деревня | ↗134      | городское поселение Пироговский                                                     |
| 69 | Свиноедово                                           | посёлок | ↘43       | городское поселение Пироговский                                                     |
| 70 | Сгонники                                             | деревня | ↗179      | городское поселение Мытищи                                                          |
| 71 | Семенищево                                           | деревня | ↗35       | сельское поселение Федоскинское                                                     |
| 72 | Семкино                                              | деревня | ↗159      | сельское поселение Федоскинское                                                     |
| 73 | Сорокино                                             | деревня | ↘256      | городское поселение Пироговский                                                     |
| 74 | Совхоза «Марфино»                                    | посёлок | ↗453      | сельское поселение Федоскинское                                                     |
| 75 | Степаньково                                          | деревня | ↗56       | сельское поселение Федоскинское                                                     |
| 76 | Сумароково                                           | деревня | ↗57       | сельское поселение Федоскинское                                                     |
| 77 | Сухарево                                             | деревня | ↗452      | сельское поселение Федоскинское                                                     |
| 78 | Терпигорьево                                         | деревня | ↗70       | городское поселение Мытищи                                                          |
| 79 | Торфоболото                                          | посёлок | ↗63       | сельское поселение Федоскинское                                                     |
| 80 | Троице-Сельцо                                        | деревня | ↗113      | сельское поселение Федоскинское                                                     |
| 81 | Троицкое                                             | село    | ↗136      | городское поселение Мытищи                                                          |
| 82 | Трудовая                                             | посёлок | ↗135      | сельское поселение Федоскинское                                                     |
| 83 | Туристический Пансионат «Клязьминское водохранилище» | посёлок | ↗1520     | городское поселение Пироговский                                                     |
| 84 | Ульянково                                            | деревня | ↗209      | городское поселение Пироговский                                                     |
| 85 | Федоскино                                            | село    | ↗219      | сельское поселение Федоскинское                                                     |
| 86 | Фелисово                                             | деревня | ↘6        | сельское поселение Федоскинское                                                     |
| 87 | Фоминское                                            | деревня | ↗25       | сельское поселение Федоскинское                                                     |
| 88 | Хлябово                                              | деревня | ↗116      | сельское поселение Федоскинское                                                     |
| 89 | Ховрино                                              | деревня | ↘169      | городское поселение Мытищи                                                          |
| 90 | Челобитьево                                          | деревня | ↘409      | городское поселение Мытищи                                                          |
| 91 | Чиверёво                                             | деревня | ↘161      | городское поселение Пироговский                                                     |
| 92 | Шолохово                                             | деревня | ↗163      | сельское поселение Федоскинское                                                     |
| 93 | Юдино                                                | деревня | ↘91       | городское поселение Пироговский                                                     |
| 94 | Юрьево                                               | деревня | ↗53       | сельское поселение Федоскинское                                                     |

## Общая карта
Легенда карты:
|  | Более 150 000 жителей |
|  | 10 000—15 000 жителей |
|  | 1000—5000 жителей     |
|  | 500—1000 жителей      |
|  | 200—500 жителей       |

## Молодёжная политика
В Мытищинском городском округе проводится ежегодный фестиваль авторской песни «Суворовский бивак» и международный лагерь молодёжного актива. Клубы весёлых и находчивых действуют на базе высших и средних специальных учебных заведений, а мытищинская сборная команда в 2008—2009 входила в Премьер-Лигу и стала в 2008 году участницей полуфинала. Проводится ежегодный фестиваль «Молодёжь Беларуси и России в XXI веке вместе». В районе работают молодёжные общественные объединения: Мытищинский Союз молодёжи, «Благовест», «Галион», молодёжная служба общественного правопорядка. Молодёжная редакция готовит специальные полосы в межмуниципальной газете «Родники». Специальные молодёжные программы выпускаются на телевидении и на радио. В районной детско-юношеской спортивной школе занимаются более 800 детей и подростков по 12 видам спорта, работают секции по художественной гимнастике, боксу, дзюдо, волейболу, фигурному катанию, настольному теннису, шахматам, пулевой стрельбе, тяжёлой атлетике и пауэрлифтингу.

## Политика
Глава Мытищинского района с 16 сентября 2007 года — Виктор Азаров. Впервые избран на альтернативных выборах, сменив прежнего главу Александра Мурашова (р.29 октября 1948, Мытищи), который в марте 2007 года был избран депутатом Московской областной думы.
В октябре 2012 года Азаров переизбран на очередной пятилетний срок при поддержке губернатора Московской области Сергея Шойгу, набрав 79,8 % голосов избирателей.
После преобразования получил статус главы городского округа Мытищи.

## Транспорт
Через район проходят два автомобильных шоссе федерального значения — Ярославское и Дмитровское, а также железнодорожные магистрали северного и северо-восточного направлений; на южной границе района находится Московская кольцевая автомобильная дорога. В августе 2010 года объявлено о разработке проекта строительства лёгкого метро в городе Мытищи от станции Челобитьево (продление Калужско-Рижской ветки метро от станции «Медведково»). Также спорным вопрос о строительстве станции в самих Мытищах или в деревне Челобитьево остаётся до сих пор, поскольку власти Москвы считают, что строительство станции в Челобитьево нецелесообразно и лучше построить метро в Мытищах на пересечении улиц Борисовка и Сукромка, однако расстояние вводного участка, утверждённое в постановлении правительства Москвы, соответствует расстоянию продления только до станции Челобитьево.

## Достопримечательности
- Федоскинская миниатюра
- Жостовская роспись
- Музейный комплекс «История танка Т-34»
- Усадьба Марфино
- Усадьба Витенёво (сохранились остатки парка)
- Усадьба Рождествено-Суворово
- Усадьба Николо — Прозорово
- Виноградово (усадьба) (находится на границе с Долгопрудным)
- Национальный парк «Лосиный Остров»
- Федеральное военное мемориальное кладбище

## Комментарии
1. ↑  Постановлением Губернатора Московской области от 9 сентября 2015 года № 389-ПГ деревня Данилково была упразднена и включена в состав села Федоскино[33].
2. ↑  Постановлением Губернатора Московской области от 16 ноября 2015 года № 488-ПГ пгт (рабочий посёлок) Пироговский был упразднён и включён в черту города Мытищи[35].